# Koka björn (TV-serie)
Koka björn är en svensk kriminal- och dramaserie som kommer  på strömningstjänsten Disney+. Serien förväntas ha premiär under 2025.
Det är den första svenska originalserien på Disney+ och den första säsongen kommer bestå av sex avsnitt. Serien är baserad på Mikael Niemis roman med samma namn som utkom 2017, och är regisserad av Trygve Allister Diesen efter ett manus skrivet av Jesper Harrie.

## Handling
Serien utspelar sig sommaren 1852 i byn Kengis, i norra Sverige, och kretsar kring den nyutnämnde pastorn Lars Levi Læstadius (Gustav Skarsgård) och hans familj. När pastorn upptäcker en död flickas kropp i en mosse påbörjar byborna en björnjakt eftersom de tror det är björnen som bragt flickan om livet. Pastorn misstänker dock att någon annan ligger bakom, och när ännu en flicka hittas död stärks hans misstankar ytterligare, vilket får honom att undersöka händelserna närmare.

## Rollista (i urval)
- Gustaf Skarsgård – pastorn Læstadius
- Emil Kárlsen – Jussi
- Ane Dahl Torp – Brita Kajsa
- Tyra Wingren – Maria
- Magnus Krepper – Brahe
- Pernilla August – patronskan Sjödahl
- Simon J. Berger – Beronius
- Jonas Karlsson – handlare Lindmark
- Johan Widerberg – doktor Sederin
- Jaakko Ohtonen – Roope
- Tobias Zilliacus – Matti Aho
- Sigrid Johnson – Lisa, pastorns dotter
- Lucas Grimstedt – nybyggare

## Produktion
Serien är producerad för Walt Disney Company Nordic & Baltic av Mia Welin på Anagram, med de finska scenerna hanterade av Helsinki filmi.
Serien förväntas ha premiär under 2025.

### Inspelning
I juni 2023 påbörjades inspelningarna av serien. Den har i huvudsak spelats in i södra Finland i närheten av Helsingfors, men även i delar av Västerbotten. Från början var det tänkt att delar av utomhusinspelningarna skulle ske i områden runt Stekenjokk och Fatmomakke. Men länsstyrelsen i Jämtland och Västerbotten godkände inte produktionsbolagets dispensansökan om att få köra terrängfordon i området. I början av augusti 2023 spelades serien in på Olofsfors bruk i Nordmalings kommun. Det är även planerat att Koka björn ska spelas in i Rismyrliden utanför Boliden i början av september samma år.